# Задача об оптимальном планировании работы
Задача об оптимальном планировании работы (англ. Optimal job scheduling) — сильно NP-трудная задача комбинаторной оптимизации, заключающаяся в составлении расписаний. Входными данными задачи является список из {\displaystyle n} задач и их продолжительностей {\displaystyle p_{i}\in \mathbb {N} } и количество машин {\displaystyle m}, на которых эти задачи могут выполняться. В зависимости от вариации проблемы могут быть добавлены дополнительные ограничения на скорость выполнения машинами задач. В результате алгоритм должен найти такое распределение задач по машинам, что задачи будут выполнены за минимально возможное время. Задачи не предусматривают наличие дедлайнов, поэтому последовательность их обработки может быть любой. NP-полнота задачи доказывается через редукцию к задаче о сумме подмножеств, так как она является частным случаем задачи об оптимальном планировании работы для количества машин {\displaystyle m=2}.

## Варианты задачи

### Идентичные машины
Классический вариант задачи об оптимальном планировании, принимающий на вход количество машин {\displaystyle m}, количество задач {\displaystyle n} и целочисленную продолжительность каждой задачи {\displaystyle p_{i}\in \mathbb {N} }. Необходимо найти такое отображение {\displaystyle f\colon {\underline {n}}\to {\underline {m}}}, что {\displaystyle \max _{j\in {\underline {m}}}\sum _{i\in {\underline {n}}\land f(i)=j}p_{i}} минимально. Настоящий вариант задачи имеет приближенную схему полиномиального времени.

#### Методы решения

##### Least Loaded
Эвристика Least Loaded по очереди присваивает все задачи машинам, имеющим наименьшую нагрузку. Очевидно, что оптимальность такого варианта решения проблемы зависит от порядка задач в поданном на вход списке.
1. Выбери машину, имеющую наименьшую нагрузку.
2. Для {\displaystyle k} от {\displaystyle 1} до {\displaystyle n}:
  1. Выбери {\displaystyle j} такое, что {\displaystyle \sum _{i\in {\underline {k-1}}\land f(i)=j}p_{i}} минимально.
  2. Установи {\displaystyle f(k)=j}.

Фактор аппроксимации такой эвристики равен {\displaystyle 2-{\frac {1}{m}}}. Перед доказательством определим границу продолжительности для оптимального решения {\displaystyle {\text{OPT}}\geqslant \max _{i\in {\underline {n}}}p_{i}\geqslant {\frac {1}{m}}\cdot \sum _{i\in {\underline {n}}}p_{i}}. Теперь рассмотрим задачу, которая будет выполнена последней и ситуацию, происходящую перед тем, как такая задача будет распределена. Пусть {\displaystyle i'} — задача, которая будет выполнена последней, а {\displaystyle j'=f(i')} — машина, которой такая задача будет присвоена. До того, как задача {\displaystyle i'} была присвоена машине {\displaystyle j'}, нагрузка на машине была минимальной и составляла максимум {\displaystyle {\frac {1}{m}}\cdot \sum _{i\in {\underline {i'-1}}}p_{i}}. таким образом время работы машины {\displaystyle j'} будет равно {\displaystyle p_{i'}+{\frac {1}{m}}\sum _{i\in {\underline {i'-1}}}p_{i}\leqslant (1-{\frac {1}{m}})\cdot {\text{OPT}}+{\text{OPT}}\leqslant (2-{\frac {1}{m}})\cdot {\text{OPT}}}.

##### Longest Processing Time
Данная эвристка уже не учитывает порядок задач на входе и располагает их, присваивая самой разгруженной машине самую продолжительную задачу:
1. Выбери для самой продолжительной работы машину, имеющую наименьшую нагрузку.
2. Пусть {\displaystyle p_{1}\geqslant p_{2}\geqslant \dots \geqslant p_{n}}.
3. Для {\displaystyle k} от {\displaystyle 1} до {\displaystyle n}:
  1. Выбери {\displaystyle j} такое, что {\displaystyle \sum _{i\in {\underline {k-1}}\land f(i)=j}p_{i}} минимально.
  2. Установи {\displaystyle f(k)=j}.

Фактор аппроксимации эвристики равен {\displaystyle 4/3}, что намного лучше, чем у прошлого метода, так как не зависит от входных данных. Доказательство происходит от противного: Пусть максимальное время работы {\displaystyle \tau } некоторой машины на некоторых входных данных больше {\displaystyle 4/3\cdot {\text{OPT}}} и задача {\displaystyle n} имеет минимальную продолжительность, а также {\displaystyle p_{1}\geqslant p_{2}\geqslant \dots \geqslant p_{n}}. Так как {\displaystyle n} имеет минимальное время выполнения, {\displaystyle n} — задача, которая будет выполнена последней и будет распределена машине, имеющей наименьшую нагрузку. К этому моменту нагрузка машины равна максимум {\displaystyle {\frac {1}{m}}\cdot \sum _{i=1}^{n-1}p_{i}\leqslant {\text{OPT}}}. Для того, чтобы коэффициент {\displaystyle \tau } имел значение {\displaystyle 4/3}, {\displaystyle p_{n}} должен быть строго больше {\displaystyle 1/3\cdot {\text{OPT}}}. Так как задачи отсортированы, для любой задачи справедливо {\displaystyle p_{i}>{\frac {1}{3}}\cdot {\text{OPT}}}, а значит, каждая машина может обработать не более двух задач и количество задач {\displaystyle n\leqslant 2\cdot m}. Однако при этом оптимальным решением будет распределить задачи с номерами {\displaystyle i\leqslant m} машинам с номерами {\displaystyle i}, а задачи с номерами {\displaystyle i>m} машинам с номерами {\displaystyle 2\cdot m-i+1}, что и является распределением согласно эвристике Longest Processing Time. Противоречие.

##### PTAS Алгоритм
Идея алгоритма заключается в скалировании и округлении вверх продолжительности «долгих» задач, что приводит к появлению некоторой погрешности и уменьшению временной сложности.
1. Оракул приводит значение {\displaystyle Z} — максимальной оптимальной загруженности машин.
2. Фаза 1:
  1. Рассматриваются «долгие задачи» {\displaystyle G=\{i\in {\underline {n}}\mid p_{i}>\varepsilon Z\}}.
  2. Масштабируй продолжительность задач из {\displaystyle G}: {\displaystyle p_{i}'=\lceil {\frac {p_{i}}{\varepsilon ^{2}Z}}\rceil }.
  3. Определи планирование с продолжительностью задач {\displaystyle p_{i}'} и максимальной загруженностью машин {\displaystyle Z'=\lfloor (1+\varepsilon ){\frac {1}{\varepsilon ^{2}}}\rfloor }
3. Фаза 2:
  1. Рассматриваются «короткие» задачи {\displaystyle K=\{i\in {\underline {n}}\mid p_{i}\leqslant \varepsilon Z\}}.
  2. Распредели задачи согласно эвристике Least Loaded.

Лемма. Относительная погрешность округления {\displaystyle {\frac {p_{i}'-p_{i}''}{p_{i}''}}} не превосходит {\displaystyle \varepsilon } для {\displaystyle p_{i}''={\frac {p_{i}}{\varepsilon Z}}}.
Доказательство. Пусть {\displaystyle i\in G}, то есть «большая» задача, а значит {\displaystyle p_{i}\geqslant \varepsilon Z}. Из этого следует, что {\displaystyle p_{i}''\geqslant {\frac {\varepsilon Z}{\varepsilon ^{2}Z}}={\frac {1}{\varepsilon }}}, а учитывая, что {\displaystyle p_{i}'-p_{i}''\leqslant 1}, получим {\displaystyle {\frac {p_{i}'-p_{i}''}{p_{i}''}}\leqslant {\frac {1}{1/\varepsilon }}=\varepsilon }. Доказательство леммы показывает, что при округлении скалированных «больших» задач, они изменяются с фактором не более {\displaystyle 1+\varepsilon }.
Первая фаза заканчивается поиском планирования, учитывающего максимальную загруженность машин, что может быть решено методами динамического программирования, схожими с динамическим решением над ценностями предметов задачи о рюкзаке. Как следствие, временная сложность алгоритма с оракулом составляет {\displaystyle O(n^{\lceil 1/\varepsilon ^{2}\rceil })}, а фактор аппроксимации {\displaystyle 1+\varepsilon }.
Однако оракул не может существовать. Иначе задача об оптимальном планировании имела бы эффективное решение. Тем не менее так как алгоритм аппроксимирует, нет нужды знать точное значение {\displaystyle Z}, поэтому его можно найти используя алгоритм бинарного поиска, начиная с верхнего порога продолжительности работы машины {\displaystyle S=\sum _{i=1}^{n}p_{i}}. Если длина входных данных в битах равна {\displaystyle N}, то {\displaystyle \log S\leqslant N}, а значит, общее время работы алгоритма равно {\displaystyle O(N\cdot n^{\lceil 1/\varepsilon ^{2}\rceil })}.

### Машины с разными скоростями
Следующий вариант задачи принимает на вход число машин {\displaystyle m}, скорость каждой машины {\displaystyle s_{j}\in \mathbb {N} }, количество задач {\displaystyle n} и продолжительность каждой задачи {\displaystyle p_{i}\in \mathbb {N} }. В отличие от предидущего варианта, необходимо найти такое отображение {\displaystyle f\colon {\underline {n}}\to {\underline {m}}}, что {\displaystyle \max _{j\in {\underline {m}}}\sum _{i\in {\underline {n}}\land f(i)=j}{\frac {p_{i}}{s_{j}}}} минимально. Решение такого варианта задачи аналогично решению варианта с идентичными машинами.

### Машины общего назначения
На вход подается количество задач {\displaystyle n}, количество машин {\displaystyle m} и целочисленные продолжительности задач {\displaystyle p_{i,j}}, кодирующие продолжительность задачи {\displaystyle i\in {\underline {n}}} на машине {\displaystyle j\in {\underline {m}}}. Найти требуется такое отображение {\displaystyle f\colon {\underline {n}}\to {\underline {m}}}, что {\displaystyle \max _{j\in {\underline {m}}}\sum _{i\in {\underline {n}}\land f(i)=j}p_{i,j}} минимально.

#### Методы решения

##### Целочисленное линейное программирование
Задачу можно представить как систему уравнений, но так как продолжительности задач целочисленные, мы получим целочисленную линейную программу (ЦЛП) вида:
Исходя из неравенства классов P и NP, ЦЛП не может быть решена за полиномиальное время. Если же убрать требование целочисленности, то решения при {\displaystyle n=1} и {\displaystyle p_{1,j}=1} будут приводить к максимальной загруженности машин {\displaystyle 1/m}, что плохо с точки зрения аппроксимации.
Однако если изменить ЦЛП следующим образом:
и обозначить {\displaystyle S_{Z}=\{(i,j)\in {\underline {n}}\times {\underline {m}}\mid p_{i,j}\leqslant Z\}}, а {\displaystyle Z} за оптимальную максимальную нагрузку, получаемую у оракула, то можно получить более приемлемую ЛП. Решение ЛП не будет целочисленным, но его можно округлить, используя следующие правила:
- Каждая задача может быть присвоена только одной машине.
- Каждой машине может быть присвоено несколько задач.

Лемма. В решении вышеописанной ЛП максимум {\displaystyle m+n} переменных {\displaystyle x_{i,j}} больше нуля.
Доказательство. Пусть {\displaystyle D} — количество переменных, а {\displaystyle C} — количество неравенств ЛП. Тогда справедливы выражения {\displaystyle D=|S_{Z}|\leqslant m\cdot n} и {\displaystyle C=D+m+n}. Базисное решение ЛП точно удовлетворяет максимум {\displaystyle D} неравенствам, а значит {\displaystyle C-D=n+m} ограничений вида {\displaystyle x_{i,j}\geqslant 0} не выполнены минимум {\displaystyle n+m} переменных равны нулю.
Из полученного решения ЛП можно построить связный граф {\displaystyle G=(J,M,E)} распределения ресурсов, где {\displaystyle J=\{v_{i}\mid i\in {\underline {n}}\}}, {\displaystyle M=\{w_{j}\mid j\in {\underline {m}}\}} и {\displaystyle E=\{(v_{i},w_{j})\mid x_{i,j}>0\}}. Такой граф будет иметь {\displaystyle m+n} вершин, {\displaystyle m+n} рёбер и максимум один цикл, так как граф связный. Чтобы правильно округлить решение с помощью графа {\displaystyle G}, необходимо сначала удалить из графа все вершины задач, точно распределённых какой-либо машине ({\displaystyle x_{i,j}=1}). В результате в графе не останется листьев из множества {\displaystyle J} и можно будет найти на нем совершенное паросочетание, по результатам которого и будут распределены задачи.
Такой алгоритм обеспечивает {\displaystyle 2}-аппроксимацию для решения проблемы, потому что для нераспределённыx однозначно задач ({\displaystyle 0<x_{i,j}<1}) действительно {\displaystyle p_{i,j}\leqslant Z} и каждая машина получит максимум одну такую нераспределённую задачу. Так каждая машина будет иметь максимальную нагрузку {\displaystyle Z}.